# Tragogomphus tenaculatus
Tragogomphus tenaculatus är en trollsländeart som först beskrevs av Fraser 1926.  Tragogomphus tenaculatus ingår i släktet Tragogomphus och familjen flodtrollsländor. IUCN kategoriserar arten globalt som livskraftig. Inga underarter finns listade i Catalogue of Life.